# Dimetil mercúrio
Dimetil mercúrio (também citado como dimetilmercúrio) é um composto químico organometálico de fórmula ((CH3)2Hg). É um líquido incolor, inflamável, e uma das mais potentes neurotoxinas conhecidas. É descrito como tendo um sabor levemente doce, embora inalação de vapor suficiente para perceber isso implicaria significativa exposição ao produto químico, o que pode ser perigoso. É extremamente perigoso, com absorção de doses tão pequenas como 0,001 mL sendo fatais. A alta pressão de vapor do líquido significa que qualquer derrame resultará em níveis perigosos de exposição aos vapores para as pessoas próximas. Sua molécula possui uma estrutura linear.

## Síntese, estrutura, reações
O composto foi um dos primeiros complexos organometálicos descritos, refletindo sua considerável estabilidade. É formado por tratar amálgama de sódio com haletos de metila:
Hg  +  2 Na  +  2 CH3I →   (CH3)2Hg  +  2 NaI
Pode também ser obtido por alquilação de cloreto mercúrico com metil-lítio.

### Estrutura
A molécula adota uma estrutura linear com ligações Hg-C de comprimento de 2,083 Å.

### Reações
A característica mais marcante do composto é a sua não reatividade em relação à água. O correspondentes compostos organocádmio e organozinco hidrolisam-se rapidamente. A diferença reflete a baixa afinidade do Hg (II) para ligantes do oxigênio. O composto reage com cloreto de mercúrio para dar o composto cloro-metil misto:
(CH3)2Hg  +  HgCl2  →   2 CH3HgCl
Enquanto dimetilmercúrio é um líquido volátil, CH3HgCl é um sólido cristalino.

## Uso
Dimetil mercúrio quase não tem aplicações por causa dos riscos envolvidos. Em toxicologia, ele é usado como uma toxina de referência. Também tem sido utilizado para calibrar instrumentos RMN para detecção de mercúrio, apesar de sais de mercúrio menos tóxicos serem preferidos.

## Segurança
Dimetil mercúrio é extremamente perigoso. Absorção de doses tão baixas como 0,1 mL provaram-se fatais. Os riscos são agravados por causa da alta pressão de vapor do líquido.
Dimetil mercúrio atravessa látex, PVC, butyl, e neoprene rapidamente (em segundos) e é absorvido através da pele. Portanto, a maioria da luvas usadas em laboratório não fornece proteção adequada para ele, e a única precaução segura para lidar com dimetil mercúrio é quando se usa luvas laminadas de alta resistência debaixo de luvas pesadas revestidas de neoprene. Um escudo de rosto longo e trabalhar sob uma coifa (capela laboratorial) também são indicadas.
Dimetil mercúrio atravessa a barreira hemato-encefálica com facilidade, provavelmente devido à formação de um complexo com a cisteína. É eliminado do organismo lentamente, e, portanto, tem uma tendência a bioacumulação. Os sintomas do envenenamento podem ser retardados por meses, possivelmente tarde demais para um tratamento eficaz.
A toxicidade do dimetil mercúrio foi destaque com a morte da química inorgânica Karen Wetterhahn, do Dartmouth College em 1997, meses após o derramamento de não mais do que algumas gotas do composto em sua mão, mesmo protegida com luvas de látex.

MEDIDAS DE PRIMEIROS-SOCORROS.
Inalação: Remover a vitima para local com boa ventilação, no caso de incêndio. Se necessário aplicar respiração artificial. Solicitar assistência médica.
Contato com a pele: Lavar a pele em água corrente por 20 minutos, caso a irritação não ceda solicitar assistência médica.
Contato com os olhos: Lavar os olhos em água corrente por 20 minutos, caso a irritação não ceda solicitar assistência médica de um especialista.
Ingestão: Não provocar vômito. Solicitar assistência médica. 
Sintomas e efeitos mais importantes, agudos ou tardios: O produto é irritante. Se ingerido pode causar irritação, asfixia e intoxicação.
Proteção para os prestadores de primeiros socorros: Usar EPI´s e desligar fontes de ignição.